# Pegasus – freizeit im sattel

Logo

PEGASUS – freizeit im sattel war eine deutschsprachige, monatlich erscheinende Special-Interest-Zeitschrift für den Freizeitreiter. Die Zeitschrift entstand aus der Übernahme der von Ursula Bruns gegründeten "Freizeit im Sattel" durch den Paul Parey Zeitschriftenverlag in Singhofen/Taunus und Zusammenlegung mit seiner eigenen, im Jahr 1990 als Jugend-Pferdezeitschrift gegründeten "Pegasus", und wurde von Mai 2008 bis November 2011 in zwei Auflagen herausgegeben, als EU Pferdemagazin (Pegasus Pferde Verlag AG, D-Singhofen/Taunus) und als Schweizer Pferdemagazin (Pegasus Pferde Verlag AG, CH-Schönenwerd). Zum 1. Dezember 2011 wurde die Zeitschrift vom Jahr Top Special Verlag unter starker Personalreduktion übernommen. Dieser führte die Zeitschrift jedoch nicht fort, sondern übernahm nur den Abonnentenbestand. Die Abonnenten bekamen in Folge die Zeitschrift Mein Pferd aus dem Jahr Top Special Verlag geliefert.

## Inhalt
Die Zeitschrift behandelte die Ausbildung und Ausrüstung des Freizeitpferdes und -reiters, die artgerechte Pferdehaltung und -Fütterung. Zudem stellte sie das Wander- und Westernreiten sowie Pony- und Pferderassen vor.

## Auflage
Die Druckauflage der EU-Ausgabe lag bei ca. 47.000 Exemplaren, die der Schweizer Ausgabe bei ca. 20.500 Exemplaren (Verlagsangabe).